# Килим

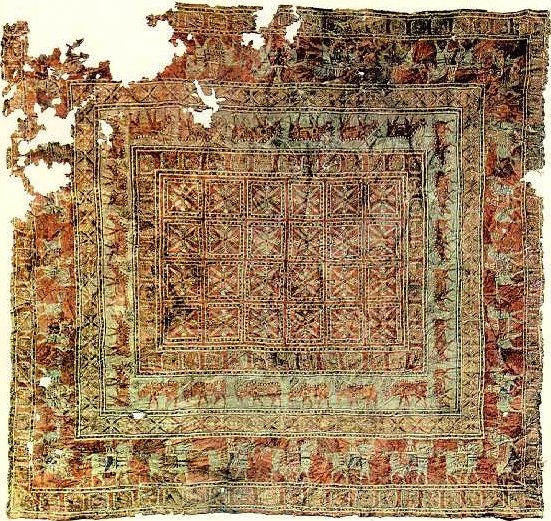
Пазирикський килим. Найдавніший килим серед знайдених і реставрованих з кургану Пазирик, Алтай, Музей Ермітаж.

Ки́лим — це тканий виріб з кольорової вовни або шовку, бавовняної або лляної пряжі. Килими́ переважно ворсисті, іноді — гладкі. Здавна люди прикрашали килимами своє житло: вистилали ними підлоги і меблі, вішали на стіну. І зараз килими широко використовуються в декоруванні житлового і громадського інтер'єру.
Давній Єгипет і Ассирія, Індія і Китай уславилися рідкісними килимами. Торговими шляхами, як посольські дари або військова здобич, вони розходилися по всьому світу. Народи різних континентів (Азія, Латинська Америка, Європа) внесли до мистецтва килимарства своє розуміння законів краси, традицій, функціональності, символіки.

## Етимологія
Килимові вироби мали різні назви. Найстарішою була назва «ковер» (д.-рус. коверъ, ковьръ, коворь — слово неясного походження, припускається давнє тюркське запозичення), яка зараз вважається діалектною і застарілою. З XVI століття для означення окремих видів килимових виробів поширюються назви «коц» і «ліжник». Слово «килим» з'явилося в Україні на початку XVII століття, запозичене з тюркських мов (азерб., кримськотат. і тур. kilim < перс. kilam, kelim, gelim). Так, у прибутково-видаткових книгах-рахунках Львівського Ставропігійського братства по церковно-братській касі, у видатках за 1618 рік значиться, що було видано «…за килим прокураторові — золот 7». Незважаючи на східне походження слова «килим», польський дослідник Т. Маньківський зазначає, що ця назва не прийшла на наші землі разом із виникненням якогось нового роду художніх тканин, а що її застосовано до тканин, які вже давно тут вироблялись.

## Види килимів
Залежно від призначення килими мали назви: настільні, запільні, ліжники, налавники, весільні тощо. Ткалися килими в техніці перебору та кружляння. У килимах переважає квітковий орнамент. Іноді разом зі стилізовано-рослинними орнаментами компонуються зображення птахів і тварин. Ткали також килими з геометричним орнаментом та з тематичними композиціями (гобелени). Килими були безворсими і ворсовими. Ворсові (без стрижки) килими звались «коцами».

## Історія килимарства за регіонами

### Туркменістан
На весь світ уславились ворсові туркменські килими, особливо вироби текинських майстринь, які віртуозно володіють технікою зав'язування подвійних і полуторних вузлів, щільність яких в найкращих зразках досягає 5000 на 1 дм². Текінські килими цінуються за м'якість тканини, надзвичайну щільність оксамитового, низько підстриженого ворсу, забарвленого рослинними барвниками в глибокі благородні відтінки червоного і синього кольорів, що добре гармонують з природним кольором шерсті і добре утримуються сировиною на століття. Базовий традиційний елемент орнаменту туркменських килимів — так званий гель, своєрідний візерунок-символ. Все поле текинського килима вкрите гармонійно урівноваженими, витягнутими восьмикутними медальйонами, розташованими в строгому геометричному порядку. Килими були замінниками меблів і навіть домовин, килимовими стрічками скріпляли дерев'яні частини юрт, а вхід завішували килимовими завісами. Земляну підлогу вистилали м'якими кошмами, паласами, килимами.

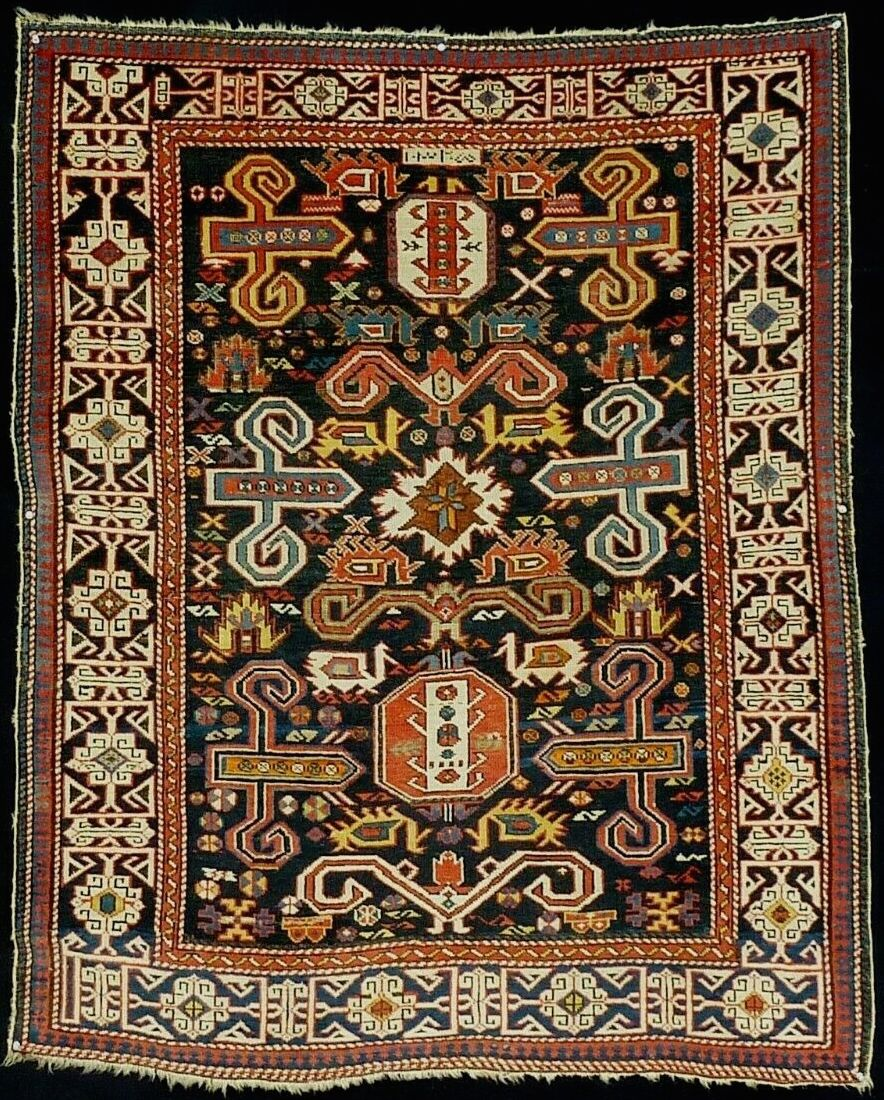
Азербайджанський килим «Пірабаділь» датованій 1325 Хіджрі (1907 по григорианському календарю)

### Кавказ

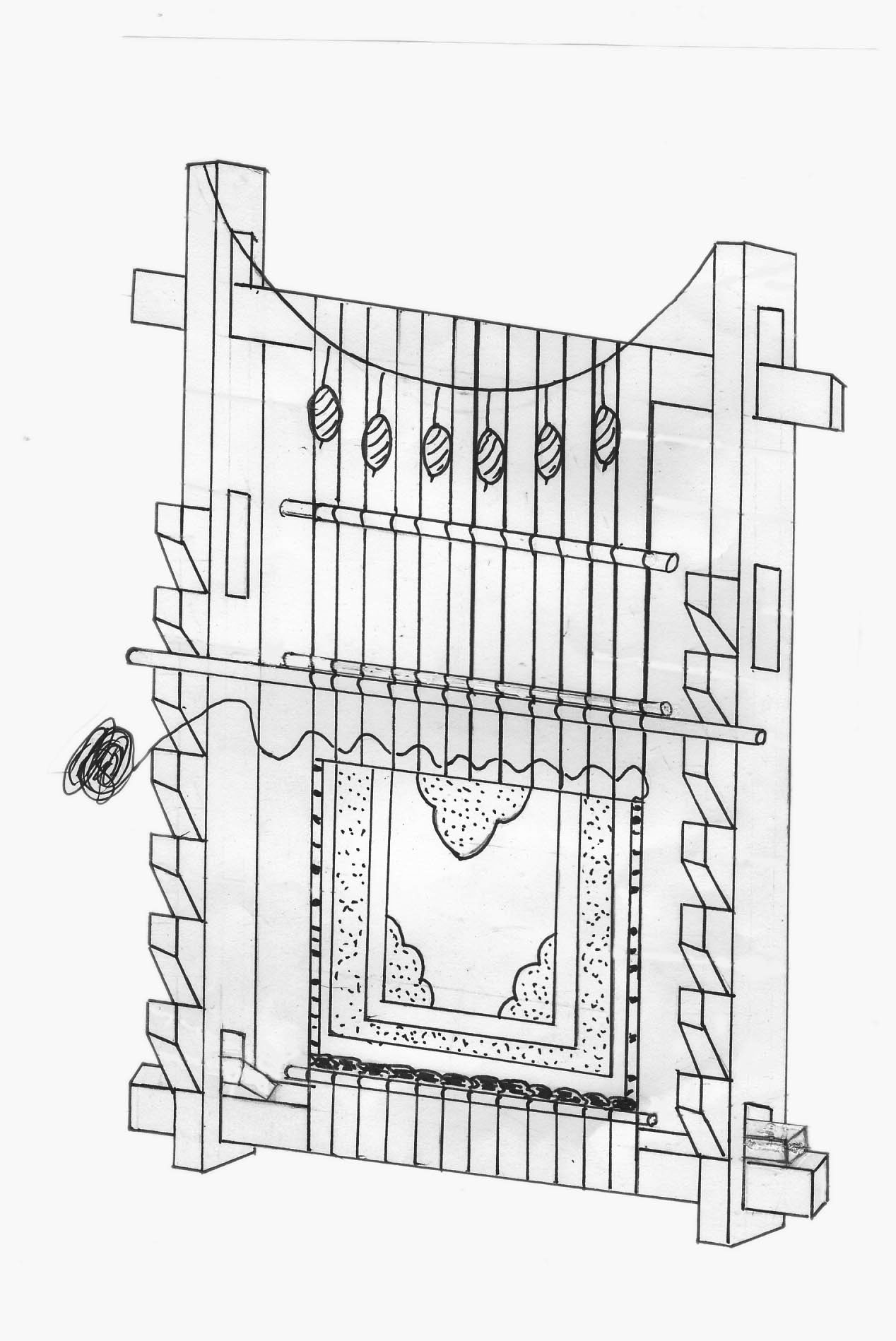
Килимарський верстат

Кавказ — один з найдавніших центрів килимоткацтва. Скажімо, килими Азербайджану, створені в різних районах, що носять назви «хіла», «куба», «ширван», за всією структурою та художніми вартостями (низька ворса, висока щільність тканини, спокійний, дещо тьмяний колорит) належать до найкращих кавказьких килимів.
Уславлені кавказькі однолицьові, безворсні килими — «сумахи», вражають технічною досконалістю і фахівців, і аматорів-знавців. Щоб виткати їх візерунок, найчастіше геометричний, треба вивести навиворіт кінці ниток утоку і заплести їх по основі у вигляді «ялиночок-кісочок». Колорит заснований на м'яких поєднаннях цеглясто-червоних, коричневих, синіх, білих і оранжевих тонів. Особливо популярними були лезгинські сумахи з Південного Дагестану.

### Україна
Складними шляхами ще в давнину прийшло виробництво килимів в Україну, де й розквітло як дивовижне мистецтво — килимарство. Килими виробляють на вертикальних або горизонтальних ткацьких верстатах з лляних або конопляних ниток основи і кольорових вовняних ниток утоку. У тканині килима кольорові нитки утоку зчеплені між собою і щільно прикривають нитки основи. Для ущільнення тканини уток прибивають особливим молотком з гребінчастим краєм.
Візерунки килимів досить різноманітні, вони включають прості і складні геометричні форми, пишний рослинний орнамент, доповнений зображеннями птахів і тварин, складними композиціями, близькими до шпалер. Але особливо виділяються килими з кольоровими мотивами. Жоден з букетів, ритмічно розкиданих по полю килима, не повторюється. Квіти перевиті стрічками, виростають з вазонів, сплітаються в гірлянди, що звиваються. Майстерно поєднуючи кольори то контрастних, то ледве вловимих відтінків, майстри добивалися дивовижної природності і декоративності. Килими яскравих забарвлень з мотивами квіткових гілок і вазонів, з геометричним орнаментом виробляють і в Молдові.

Пілюгіна Ольга, килим «Родинне гніздо», 2013 р., 210х154, вовняні нитки, ручне ткання.
смт. Решетилівка Полтавської обл.

Характерним для квіткових килимів Полтавщини є так зване «деркання» — різноманітність відтінків одного кольору, яка утворюється завдяки нерівномірності пофарбування пряжі. Цей недолік, художньо осмислений народним генієм, виявився надзвичайно виразним засобом створення оригінального колориту, що ніби мерехтить, випромінюючи з себе сяйво. Полтавські килими відрізняються гармонійним вишуканим колоритом. Головним осередком їх виготовлення у ХХ ст. стала Решетилівка.
Решетилівським килимам притаманна м'яка кольорова гама з використанням натуральних кольорів овечої вовни. Основою служила конопляна, бавовняна або лляна кручена пряжа.
Характерні елементи оздоблення килима — Дерево життя з великими квітковими формами у вигляді бутонів, калини, яблуневого цвіту, винограду, соняха тощо. Зустрічаються зображення птахів та звірів, які часто меншого розміру, ніж рослинні форми. Часто килимове поле обрамлює декоративна кайма з характерним мотивом «в'юнок». В килимах з геометричним орнаментом використовується мотив ламаного дерева.
Значний внесок у розвиток килимарства Полтавщини зробила заслужений майстер народної творчості України, лауреат Державної премії України ім. Т. Г. Шевченка, кавалер ордена княгині Ольги Бабенко Н. Н. Вона створила багато килимів рослинного орнаменту, підготувала професійних килимарів. Серед них Бабенко О. О., Пілюгін Є. І., Пілюгіна О.Є, Шевчук П. П.
Розвиткові килимарства в Україні, як і ліжникарства, сприяли також природні умови та наявність власної сировини.  Килими домашнього виробництва призначалися для задоволення власних потреб, а промислового — на ринок.

## Східні килими в Європі

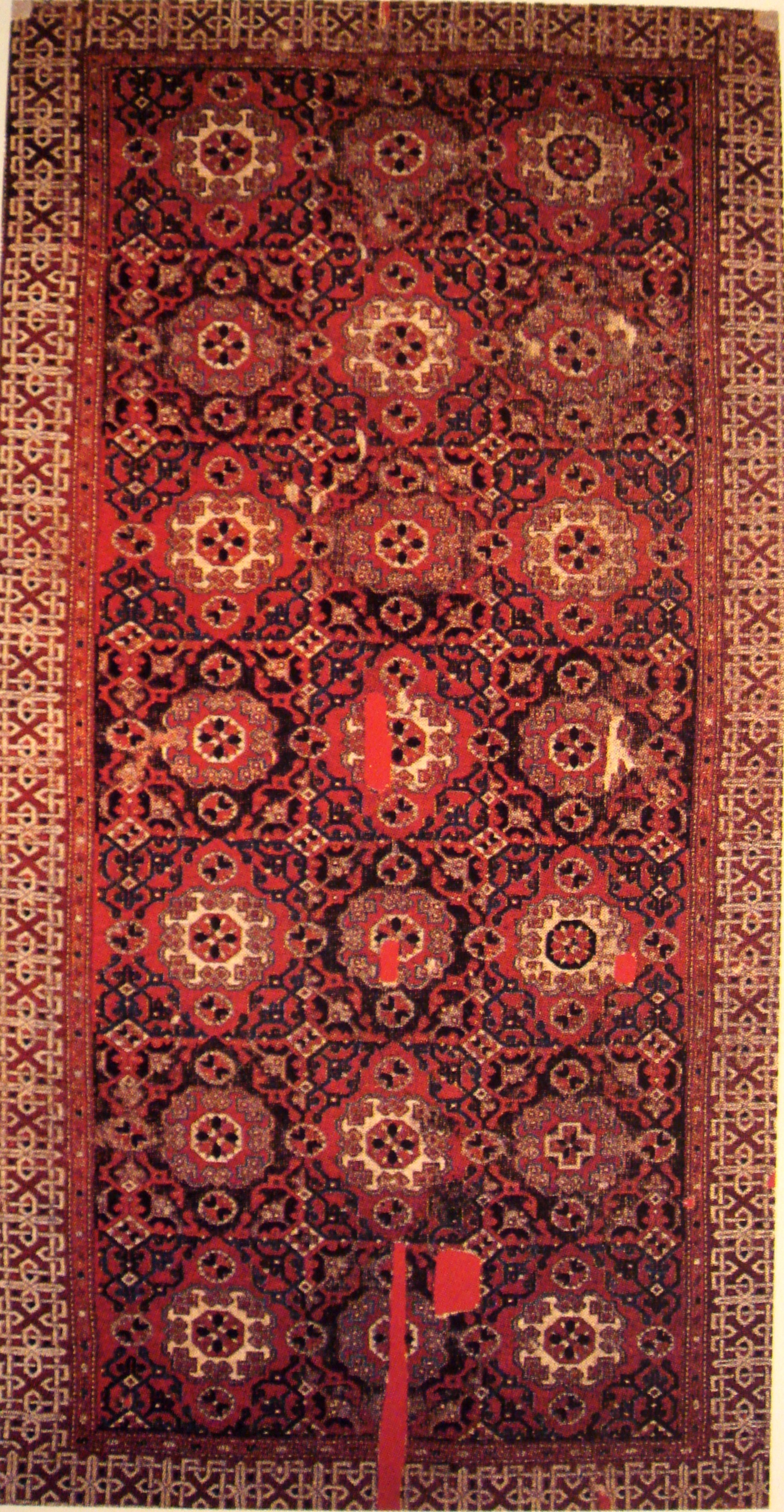
Килим з Анатолії

Картоньєр Байрам Саламов, килим «Куманець».

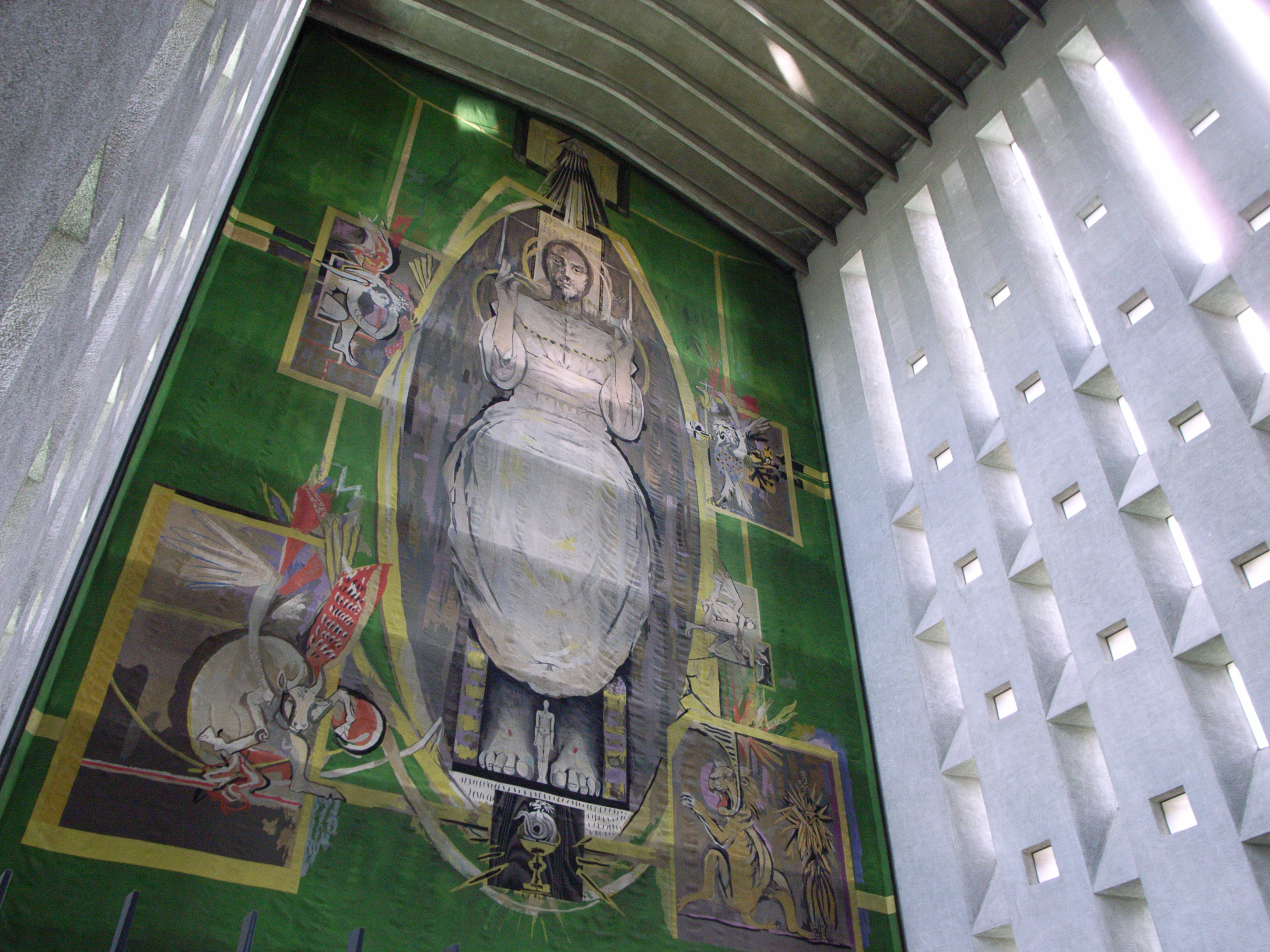
Дизайнер Грехем Сатерленд. Килим «Христос із символами чотирьох євангелістів», 1962 р., собор Ковентрі, Велика Британія

Використання килимів як меблів, як це відбувалось в східних країнах, в Західній Європі поширення не мало. Бо тут склалася давня і постійна традиція використання меблів з дерева. Але східні килими знайшли своє місце в європейських інтер'єрах як скатертини, декор стін, трони можновладців. Сефевідські та османські килими надовго увійшли в європейський живопис — релігійний і побутовий. Деякі художники так часто зображувати килими певного зразку, що витвори килимового мистецтва почали розрізняти і називати іменами європейських художників. У літературі існують типи килимів:
- тип Мемлінг — за ім'ям Ганс Мемлінг
- тип Белліні — за ім'ям Джентіле Белліні
- тип Лотто — за ім'ям Лоренцо Лотто
- тип Крівеллі — за ім'ям Карло Крівеллі тощо

## Галерея східних килимів

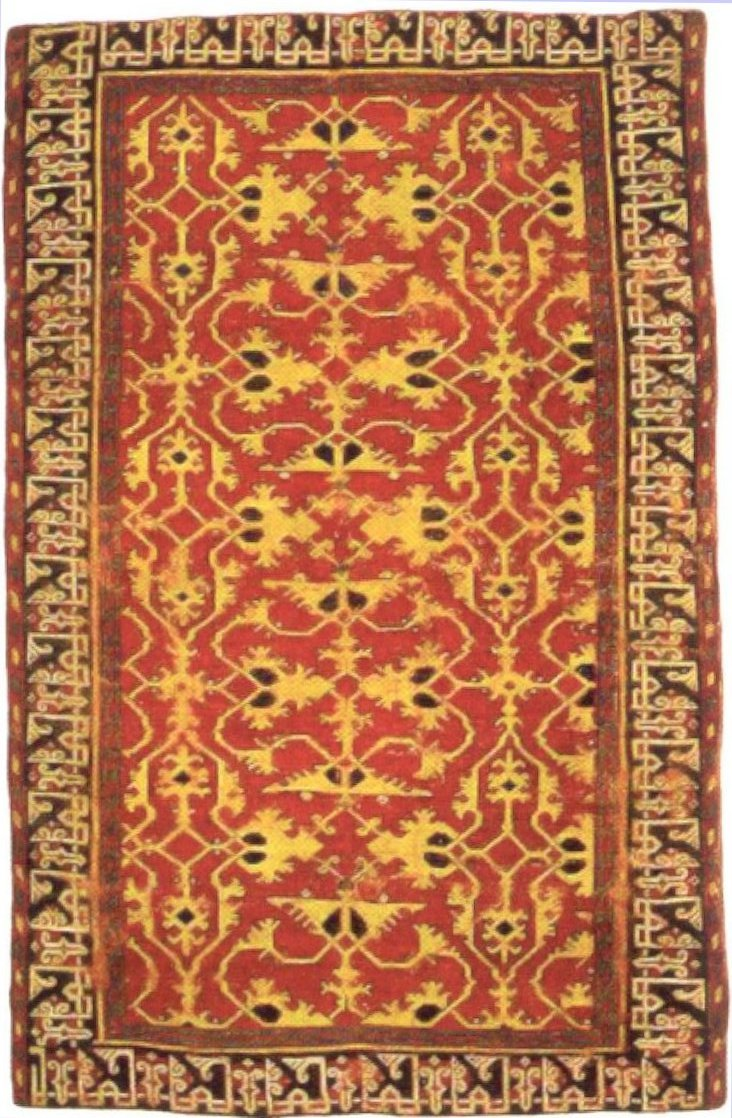
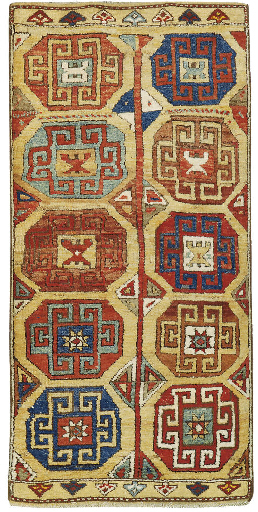
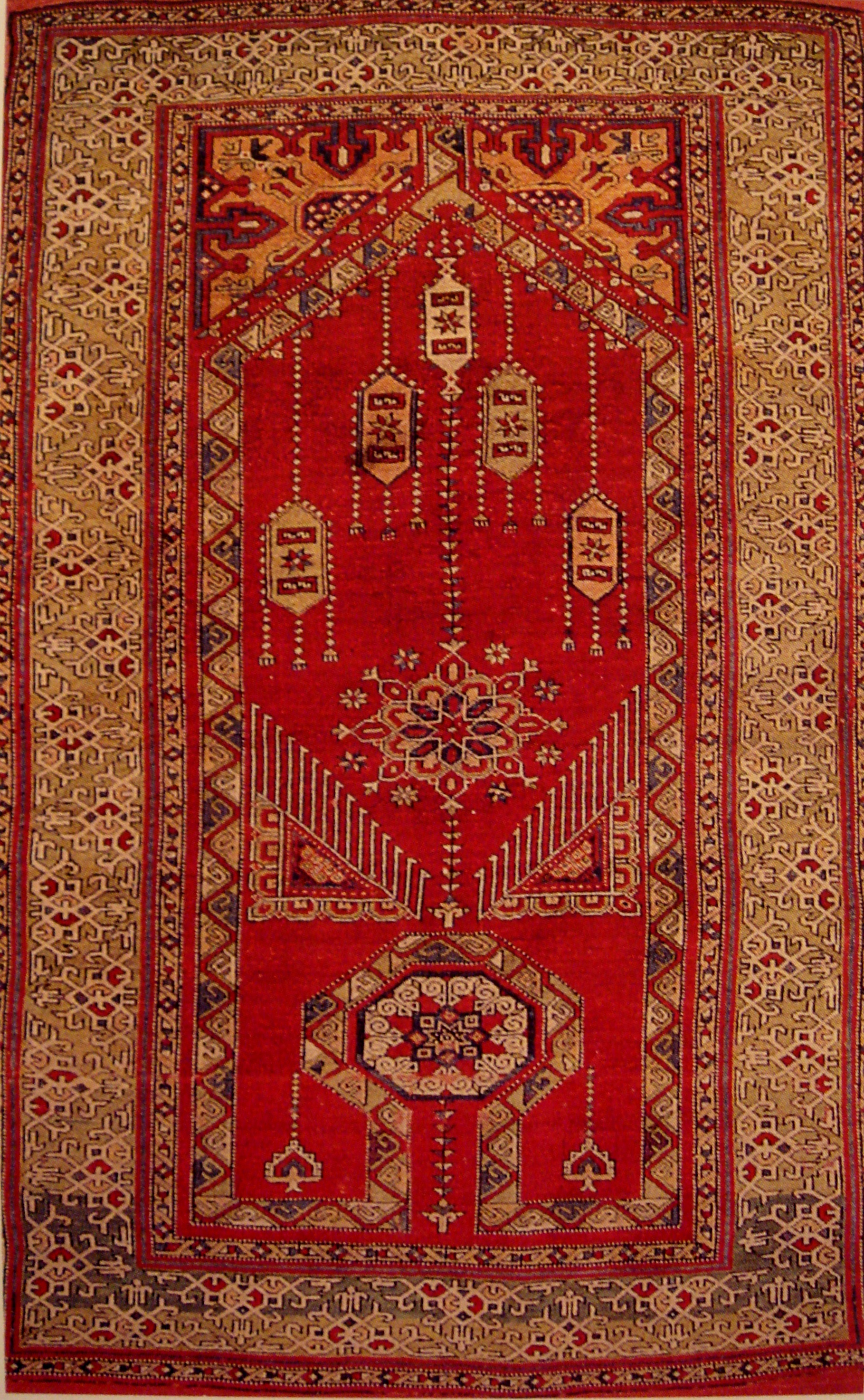
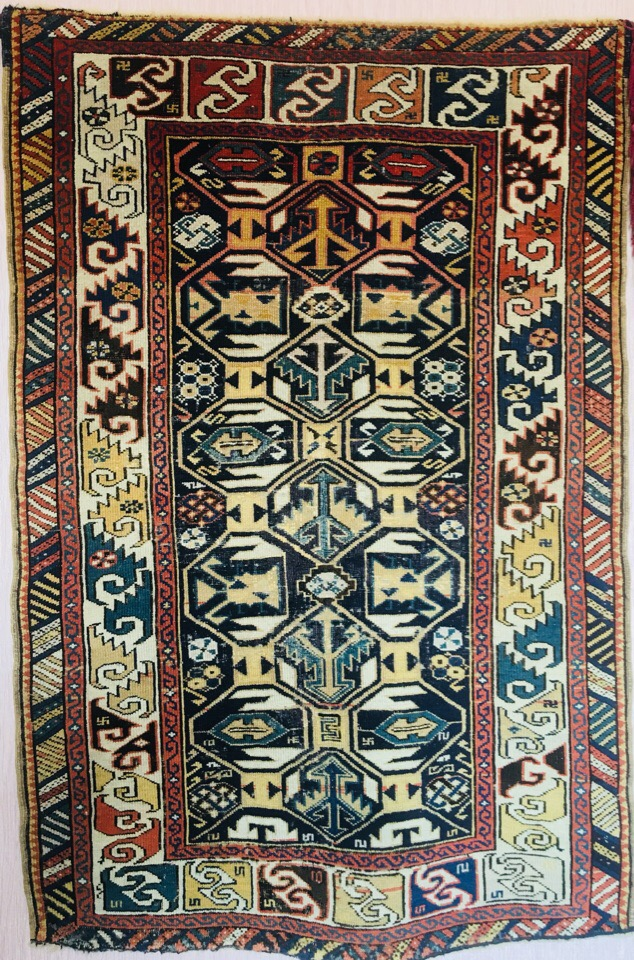
Азербайджанський килим XIX ст. для мусульманської молитви (намазу)
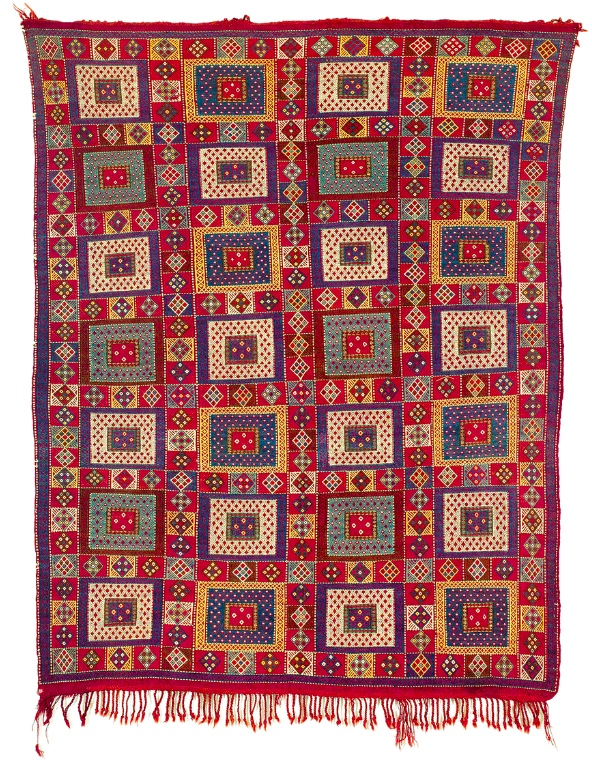
Азербайджанський килим типу "зілі". XIX ст.

## Килими в музеях

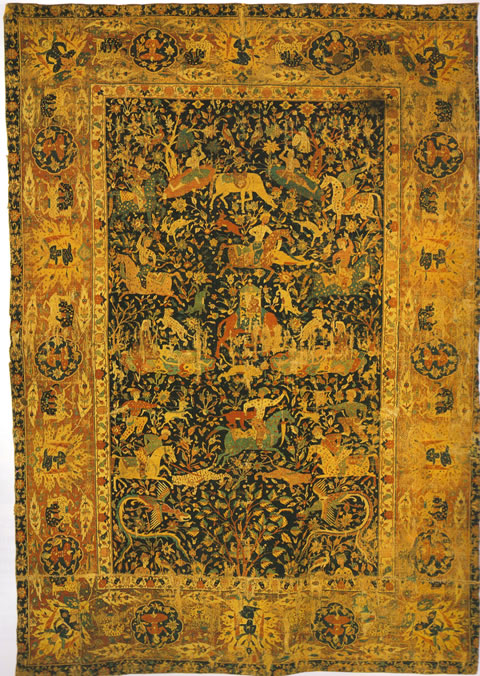
Сефевидський килим родини Сангушків, 2-а половина 16 ст., Музей декоративного мистецтва, Париж

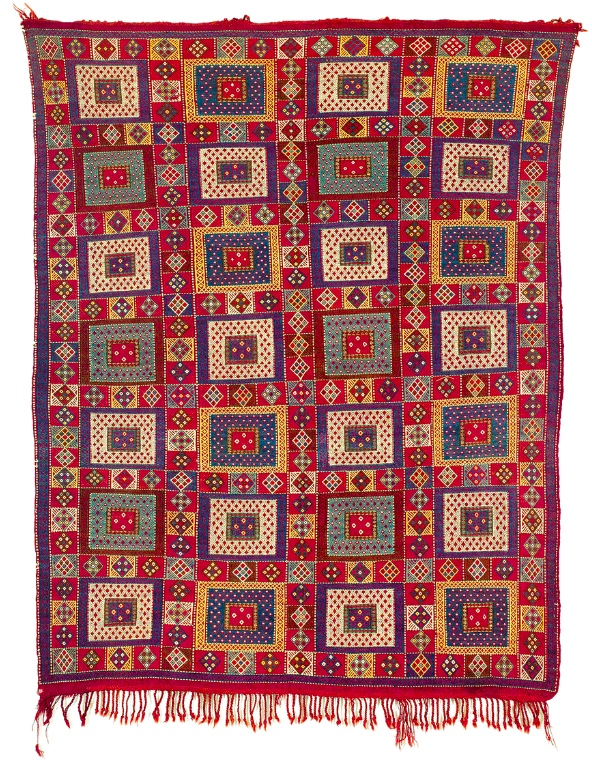

З виникненням музейних закладів килими (перські, азербайджанські, вірменські, арабські, білоруські, з віддалених європейських країн) посіли почесне місце в музейних збірках. З'явились музеї, спеціалізовані лише на килимах, якщо вони характерна ознака національного мистецтва (Музей килимів, місто Баку). Килими країн Західної Європи та арабського Сходу збирають такі музеї:
- Музей Вікторії й Альберта, Лондон
- Метрополітен-музей, Нью-Йорк
- Ермітаж, Петербург
- Музей килимів (Тегеран)
- Музей килимів (Стамбул)
- Державний музей мистецтв народів Сходу, Москва
- Музей образотворчих мистецтв імені Пушкіна
- Музей мистецтв імені Богдана та Варвари Ханенків, Київ
- Музей декоративного мистецтва[fr], Париж тощо.

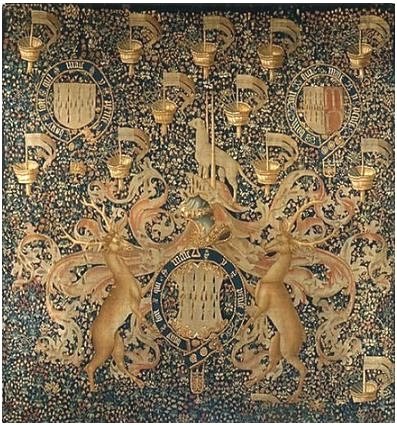
«Гербовий килим барона Джона Дінхема», 1497 р.,Музей мистецтва Метрополітен, Сполучені Штати
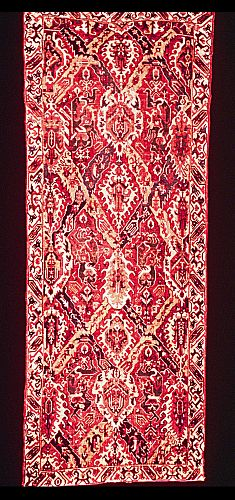
Вірменський килим 17 ст, Музей Гульбенкяна. Лісабон, Португалія
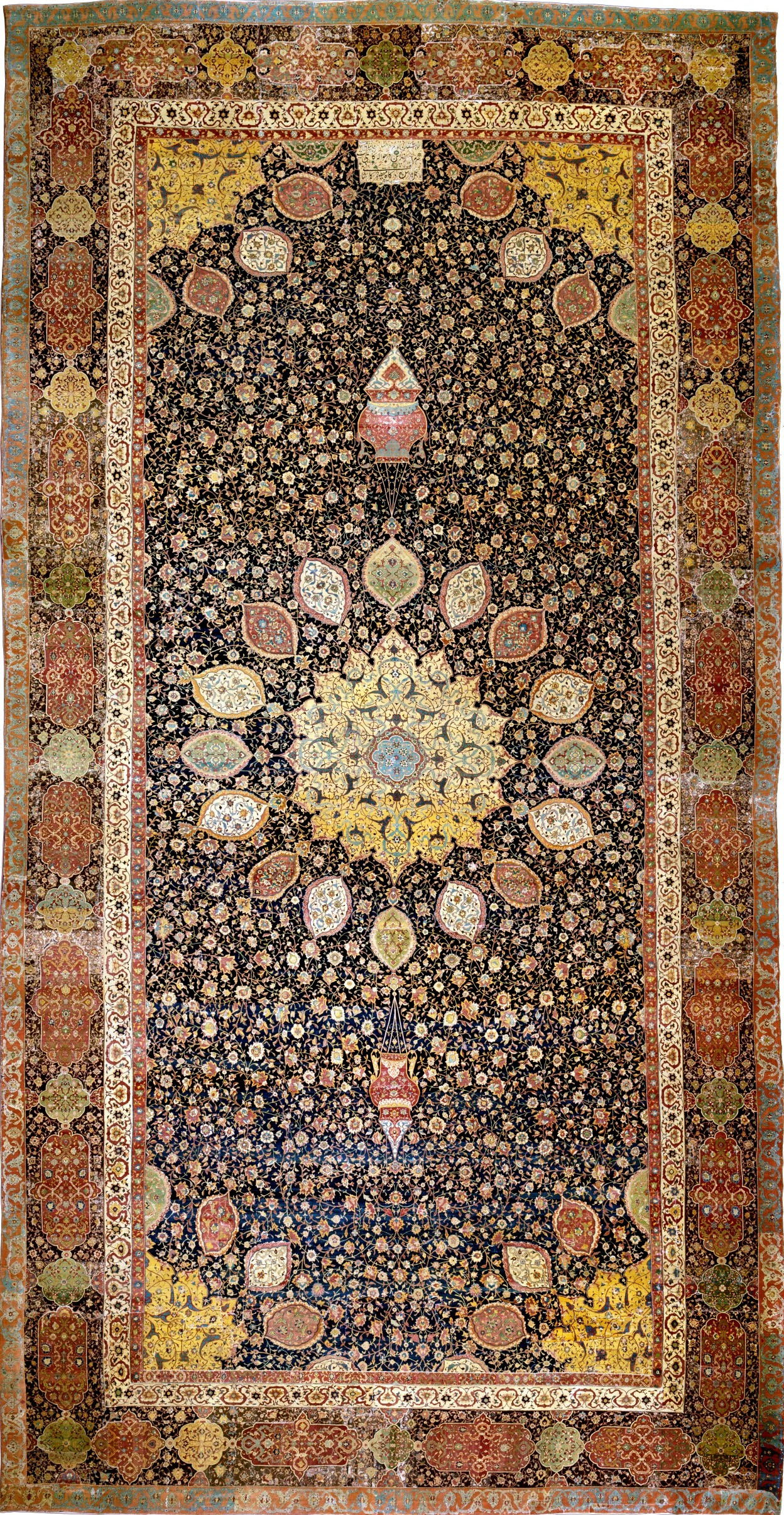
Найдавніший з датованих килимів «Шейх Сафі» — найвідоміший і найбільший із збережених до наших днів азербайджанських килимів. Лондонський музей Вікторії та Альберта. 1539 рік
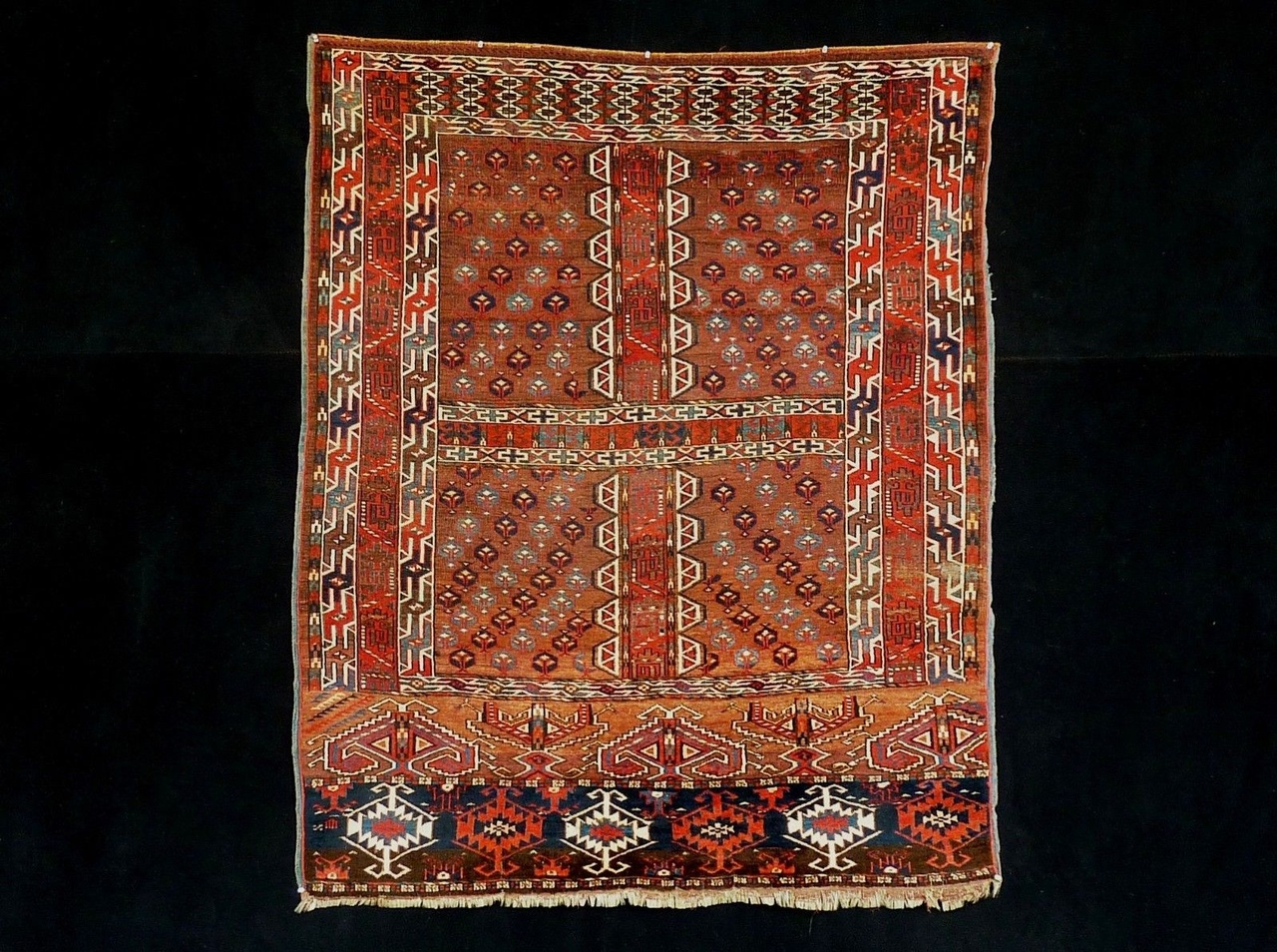
Туркменський килим «хачли» (хрестоподібний) з племені йомуд
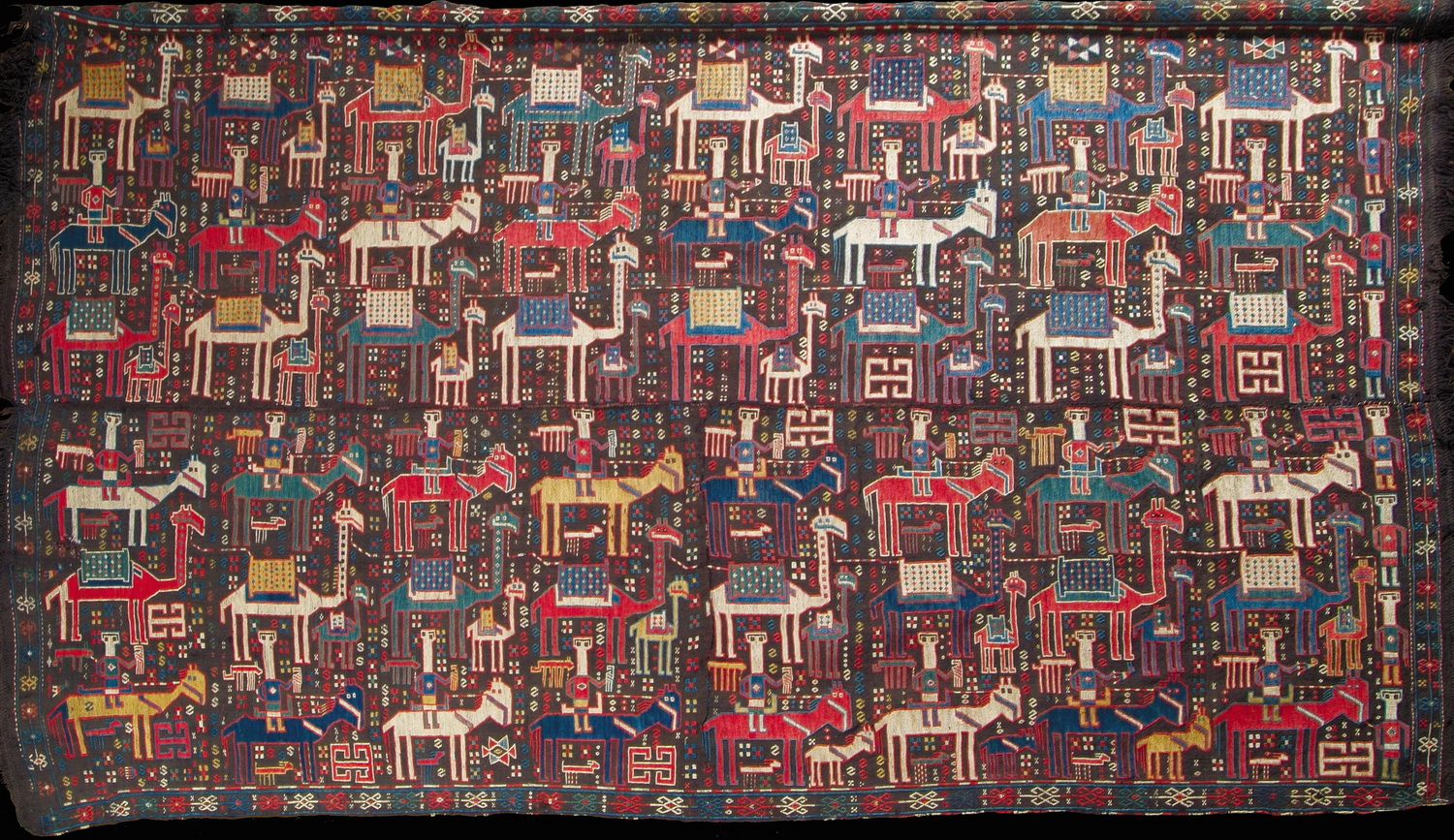
Азербайджанський килим шедде, датований початком 18 століття. Це найбільш давній і цінний килим азербайджанської колекції музею Ханенків. Крім того, він є єдиним у збірці, що належав до спадщини Богдана та Варвари Ханенків.
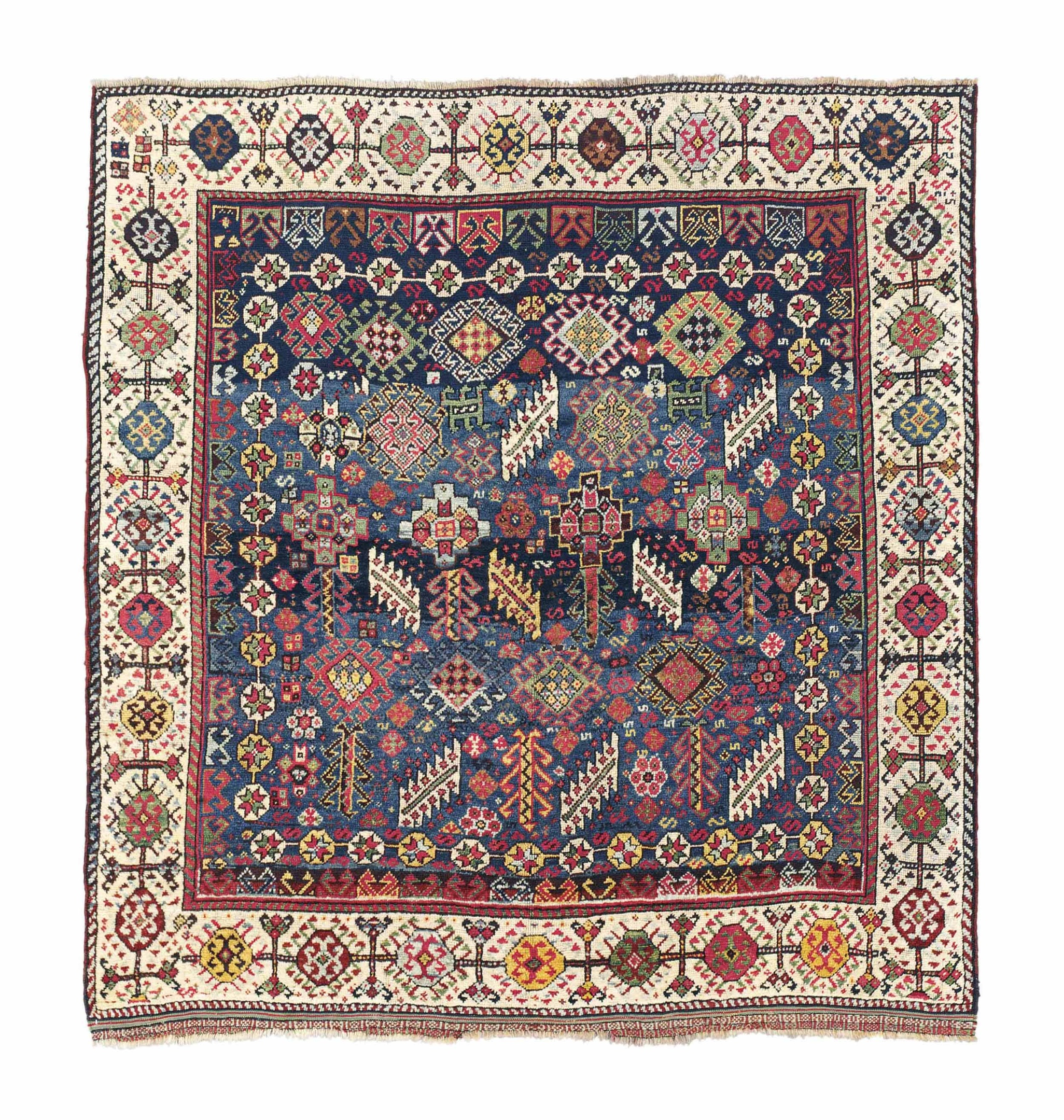
Килим тюркського народу Кашкай (субетнічна група азербайджанців, Іран). Аукціон Christie's
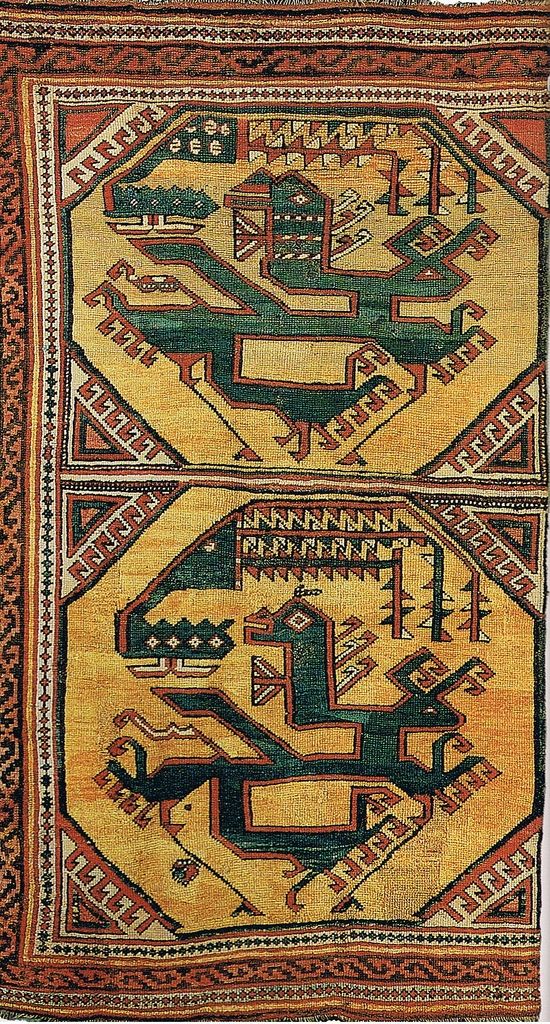
Турецький килим «Дракон та сфінкс», середина XV ст. Музей Ісламського Мистецтва, Берлін